# Passo Tratto Spino
Il passo Tratto Spino è uno dei passi principali del gruppo montuoso del monte Baldo.

## Morfologia
Collocato a quota 1760 m, separa la dorsale principale del Baldo dalle Cime di Ventrar e, assieme alla Bocca di Navene, divide in due blocchi principali il Baldo: a nord l'altopiano di Brentonico, il monte Altissimo di Nago, la dorsale della Corna Piana, la val Aviana, la val Prafesso; a sud resta il corpo principale del Baldo, costituito dalla dorsale cacuminale, dalla valle delle Pisotte, dalla valle dell'Ora, dai monti del Cerbiolo, ecc..

Ad est una stretta valletta scende fino alla piana di Prà Alpesina, quindi alla val Aviana. Ad ovest la montagna si getta a picco nel Lago di Garda.

## Collocazione
Il passo si trova sopra il centro abitato di Malcesine.

## Funivia
La stazione a monte della funivia Malcesine-Monte Baldo si trova proprio vicino al passo Tratto Spino (poco sopra, a quota 1776 m).

## Impianti di sci
Presso il passo Tratto Spino si trova parte dell'area sciistica di Prà Alpesina. In particolare dal passo partono le sciovie "Pozza Della Stella" (1760 – 1865 m) e Colma (1740 – 1820 m). Poco sopra il passo si trova anche l'area camposcuola "Paperino" costituita da uno skilift che serve 2 piste camposcuola, un tapis roulant che serve una pista da sci baby, una pista per slittino e un'area giochi.

## Turismo
L'area del passo, facilmente raggiungibile tramite la funivia, è molto frequentata sia in estate che in inverno; d'estate è molto amata da escursionisti principianti e ciclisti per le sue facili passeggiate e d'inverno è frequentata dagli sciatori della stazione invernale di Prà Alpesina, parte delle cui piste si trova proprio presso il passo.

### Ristoro
Il turismo è favorito anche dalla presenza di strutture ricettive. Nell'area del passo si trovano un hotel ed uno chalet vicino alla baby skiarea "Paperino". Da pochi anni inoltre è stata aperta una nuova grande struttura accanto all'arrivo della funivia, che ospita uno skibar, un ristorante self service, un centro benessere, un ristorante con cucina tipica e un grande teatro/auditorium.